# Хутухта
Хуту́хта или Куту́кту (монг. хутагт — «святой») — один из двух, наряду с гэгэном, важнейших титулов, которые жалуются в Монголии буддийским хубилганам («перерожденцам»).

## Основные сведения
Этот титул даётся преимущественно за усердную деятельность на пользу буддийской веры. До падения династии Цин жаловался маньчжурским императором, при особом рескрипте и с выдачей золотой печати.
Титул хутухты первоначально возник в Монголии для обозначения княжеской принадлежности. Позднее титула хутухты удостаивались только те княжеские сыновья, которые получали духовное образование, а к середине XVII века в Монголии хутухта стал уже считаться высшим титулом среди лиц духовного звания.
В начале XX века во Внешней Монголии (Халхе) насчитывалось до 118 хубилганов. Лишь несколько из них имели сан хутухты. Глава монгольского буддийского духовенства, Богдо-гэгэн, также носит титул Халха-Джебдзун-Дамба-хутухта.